# Rue Eugène-Süe
Pour les articles homonymes, voir Sue.
La rue Eugène-Süe est une voie située dans le quartier de Clignancourt du 18e arrondissement de Paris.

## Origine du nom
Elle porte le nom du romancier Eugène Sue. 

## Historique
Ouverte en 1882, cette voie est classée dans la voirie parisienne par un décret du 24 décembre 1884 et prend son nom actuel par un arrêté du 9 février 1885.

## Bâtiments remarquables et lieux de mémoire
- No 11 : Bernard Gorodesky, membre de la bande à Bonnot, y est né.